# هيلج نوردال
هيلج نوردال (بالنرويجية البوكمول: Helge Nordahl)‏ هو بروفيسور ومترجم نرويجي، ولد في 12 يناير 1927 في أوسلو في النرويج، وتوفي في 31 مارس 2018 في باروم في النرويج.